# Валентич, Азрудин
Азрудин Валентич (англ. Azrudin Valentic; 1 июля 1971 (по другим данным 1970), Сараево, Югославия) — югославский и боснийский футболист и тренер.

## Биография

### Футболиста
Начинал карьеру в клубе «Сараево». В 1994 году переехал в Шотландию, где в составе клуба «Рэйт Роверс» защитник стал обладателем Кубка лиги. Позднее Валентич выступал за австрийский «Форвертс» и словенскую «Олимпию», после чего вернулся в «Сараево».
19 сентября 1993 года защитник провел единственный матч за сборную Боснии и Герцеговины: он выходил на поле в гостевом товарищеском матче против Ирана (3:1). Игра в Тегеране стала дебютной для национальной команды страны.

### Тренера
Тренировать Валентич начал в Швеции, куда он переехал в 2002 году. Несколько лет он возглавлял клуб из Суперэттана «Ассириска Фёренинген». В 2018 году балканский специалист был главным тренером команды элитной лиги «Далькурд». Но удержать ее там он не сумел.
С 2018 года босниец руководит датским «Фремад Амагером». В 2019 года на некоторое время он уступал свой пост Улофу Мельбергу
. Ранее Валентич ассистировал ему в «Броммапойкарне». В сентябре 2019 года после ухода шведа в «Хельсингборг», наставник вернулся на должность главного тренера.

## Достижения
- Чемпион Боснии и Герцеговины (1): 1998/99.
- Обладатель Кубка Боснии и Герцеговины (1): 1997/1998.
- Обладатель Суперкубка Боснии и Герцеговины (1): 1997.
- Обладатель Кубка шотландской лиги (1): 1994/95.
- Победитель Первого дивизиона шотландской футбольной лиги (1): 1994/95.